# Canalis sacralis

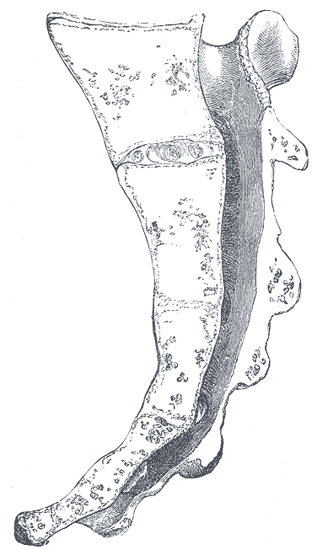
A keresztcsont (jól látható a canalis sacralis)

A canalis sacralis egy csatorna, amely teljesen végigfut a keresztcsont (os sacrum) hosszanti részén. Felülről háromszög alakú. Alulról a hátsó fala nem teljes, ami annak köszönhető, hogy a processus spinosus vertebrae és a lamina arcus vertebrae tökéletlenül fejlődött. Tartalmazza a nervi sacrales-eket és a falán találhatóak a foramina sacralia posteriora-k, amelyeken ezek az idegek kilépnek.

## Lásg még
- Canalis vertebralis